# Resolução 65 do Conselho de Segurança das Nações Unidas
Resolução 65 do Conselho de Segurança das Nações Unidas, aprovada em 28 de dezembro de 1948, solicitou que os representantes consulares em Batávia referidos na Resolução 30 do Conselho de Segurança das Nações Unidas enviariam um relatório completo sobre a situação na República da Indonésia, cobrindo o cumprimento de ordens de cessar-fogo e as condições prevalecentes em áreas sob ocupação militar ou a partir do qual as forças armadas agora na ocupação podem ser retiradas.
Foi aprovada com 9 votos, com duas abstenções da Ucrânia e a União Soviética.